# Лукан (Ирландия)
Лукан (англ. Lucan; ирл. Leamhcán) — пригород в Ирландии, находится в графстве Южный Дублин (провинция Ленстер). Лукан расположен на берегу реки Лиффи западнее Дублина. Центр пригорода находится в 13 км от моста О’Коннела. Пригород расположен на трассе N4 и в 5 км от автодороги M50.
Население — 37 622 человека (по переписи 2006 года).

## История
Задокументированная история Лукана начинается после вторжения норманов в 1159 году. Примерно в то время был построен большой особняк с поместьем, садом, мельницей и голубятней. Поместье было даровано Генрихом II Плантагенетом Аларду Фицуильяму (англ. Alard Fitzwilliam), однако в последующие столетия владельцы неоднократно менялись. В 1554 году здание поместье было конфисковано десятым графом Килдэр и даровано Мэтью Кингу (англ. Matthew King), при условии что он будет проживать в нём.
Сэр Уильям Сарсфилд (англ. William Sarsfield), лорд-мэр Дублина с 1566 года, был следующим владельцем поместья. После своей смерти в 1616 году он был похоронен в Лукане. С именем Сарсфилда и его наследников связан первый этап развития Лукана. Сарсфилду досталось поместье с двумя замками, двумя водяными мельницами, 50 акрами земли и 100 акрами лесов. Менее чем за сто лет, к 1649 году, поместье существенно увеличилось в размерах и был построен ещё один замок. Количество жителей насчитывало 120 человек. В 1649 году поместье перешло сэру Теофилусу Джонсу (англ. Theophilus Jones), офицеру армии Кромвеля. После многочисленных петиций поместье вернулось Сарсфилдам.
В 1719 году мужская линия Сарсфилдов прервалась, а поместье перешло Шарлотте Сарсфилд, которая была замужем за Агмондишамом Виси (англ. Agmondisham Vesey). С этим именем связывают второй этап развития Лукана. Сын Агмондишама, преподобный Агмондишам Виси, был архитектором. Он построил известный Дом Лукана, который сохранился до настоящего времени. В 1758 году Виси обнаружил серные источники около реки Лиффи. С тех пор Лукан стал привлекать туристов, в него приезжали жители Дублина на воды. Кроме того, в Лукане производили лён, кукурузу и железо. Семейство Виси управляло Луканом вплоть до 1920-х годов.
Строительство новых зданий в 1960-х изменило сельский ландшафт пригорода. Объездная дорога, построенная в начале 1980-х городов отделило современные постройки от исторической части и разделила город на новый и старый.

## Население
Первая национальная перепись населения, проведённая в 1841 году зафиксировала 563 жителя Лукана. Численность населения росла очень медленно и к 1951 году лишь удвоилась и составила 1257 жителей. Намного более быстрый рост произошёл в период с 1971 по 1976 год, когда число жителей изменилось с 4245 до 12 451 человек.
Перепись населения 2006 года показала, что большинство жителей Лукана проживают южнее трассы N4, разделившей пригород на две части.

## Достопримечательности

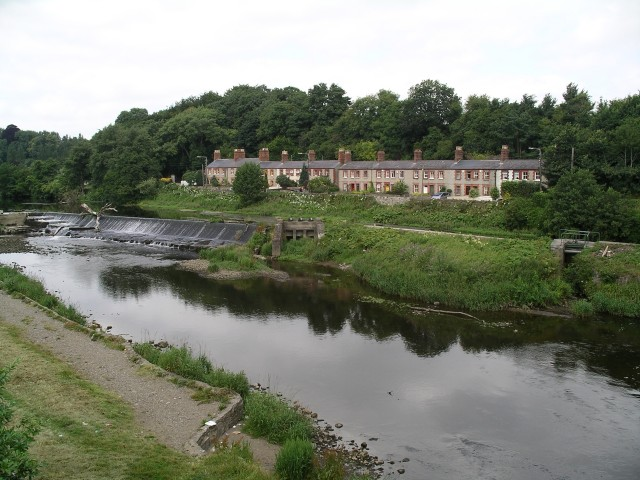
Плотина на реке, вид с моста.

В Лукане сохранились постройки XVIII века. Дом Лукана с 1932 года является посольством Италии. Считается, что Овальный зал дома Лукана является прообразом Овального кабинета в Белом Доме, так как ирландский архитектор Джеймс Хобан (англ. James Hoban) посетил его перед строительством.
На реке Лиффи до сих пор работают две фабрики: одна производит муку, другая — текстиль.
Долина реки Лиффи между Луканом и Палмерстауном охраняется государством и включает клубничные поляны на северном склоне. В пригороде расположен парк Лукана, парк Гриффин-Вали и парк Виси. Два последних парка находятся в долине реки Гриффин, которая является притоком Лиффи, берёт своё начало южнее Лукана и впадает в Лиффи западнее его.